# Bothus ocellatus
Bothus ocellatus är en fiskart som först beskrevs av Louis Agassiz, 1831.  Bothus ocellatus ingår i släktet Bothus och familjen tungevarsfiskar. Inga underarter finns listade.